# 三星Gear Fit
Samsung Gear Fit 是一款由三星于2014年4月11日发布的属于Samsung Gear产品系列的智能健康腕带。Samsung Gear Fit具有一个弯曲的AMOLED显示屏，在发布会上三星公司表示这是世界第一款（“world's first”）带有弯曲的耐磨Super AMOLED触摸显示屏设备。Samsung Gear Fit主要消费对象为健身人群，所以其带有一些健康相关应用功能。

## 硬件
Samsung Gear Fit拥有一个1.84英寸的曲面Super AMOLED显示屏（分辨率为432x128像素），一个210mAh的电池（电力全足下可运行4-5天）。其机身重量仅27 g（0.95 oz），机身尺寸为23.4 mm × 57.4 mm × 11.95 mm（0.92英寸 × 2.26英寸 × 0.47英寸）。
Samsung Gear Fit采用一种腕带与机身相分离的结构，以便让使用者可以方便的更换不同风格的腕带（拥有黑、橙、灰三色）。

## 功能
Samsung Gear Fit使用名为Proprietary RTOS的系统，可以使用低功耗蓝牙与运行安卓4.3及以上版本的三星手机相连接，来接收手机方面的推送以及实现更多功能。
由于这款产品的定位更偏向运动，其具有下列功能：
- 心率监测
- 计步器
- 跑步锻炼
- 步行锻炼
- 自行车训练监测
- 徒步旅行
- 睡眠监测

## Samsung Gear Fit2
Samsung Gear Fit2于2016年6月发布，其作为前代Gear Fit的后续产品，拥有了内置GPS以及自动识别运动模式的功能。在其他方面，其与Samsung Gear Fit
保持一致。

## 缺点
Samsung Gear Fit使用了专用的充电器接口而非标准micro USB充电，并且仅支持三星自家的智能产品，对消费者人群有一定的限制。Samsung Gear Fit在防水方面只有防滴溅级别，用户不能带着它洗澡与游泳。有评论亦指出Gear Fit定位不准确，价格在同类产品里过高的问题。